# Rebutia fidaiana
Rebutia fidaiana là một loài thực vật có hoa trong họ Cactaceae. Loài này được (Backeb.) D.R. Hunt miêu tả khoa học đầu tiên năm 1987.